# Романо, Йосеф
Йосеф Романо (также известный как Джозеф Романо или Йоси Романо; 15 апреля 1940, Бенгази — 5 сентября 1972, Мюнхен) — израильский тяжелоатлет. В составе израильской команды отправился на летние Олимпийские игры 1972 года в Мюнхене, ФРГ. Был вторым из 11 членов израильской команды, убитых палестинскими членами организации «Чёрный сентябрь» в ходе теракта во время Олимпиады. Он был чемпионом Израиля по тяжёлой атлетике в лёгком и среднем весе в течение девяти лет.

## Биография
Родился в еврейской семье Ларнато и Иерии Романо, всего у пары было десять детей. В 1946 году, когда Романо было шесть лет, его семья совершила алию на территорию современного Израиля. По профессии он был дизайнером интерьеров, жил в Герцлии, его жена Илана родила ему трёх дочерей. Романо участвовал в Шестидневной войне 1967 года.
Выступал в весовой категории до 75 кг по тяжёлой атлетике на Олимпийских играх 1972 года, но не смог выполнить весь комплекс упражнений из-за разрыва коленного сухожилия. Он должен был вылететь домой в Израиль 6 сентября 1972 года, чтобы сделать операцию на травмированном колене.
Рано утром 5 сентября 1972 года члены «Чёрного сентября» ворвались в израильские кварталы Олимпийской деревни. Они захватили тренеров в первой квартире и ранили в лицо тренера по борьбе Моше Вайнберга, террористы заставили Вайнберга отвести их к другим потенциальным заложникам в другой квартире. Там они схватили шестерых борцов и тяжелоатлетов, в том числе Романо. Когда спортсменов вели обратно в квартиру тренеров, Вайнберг напал на захватчиков, что позволило борцу Гаду Цобари сбежать, но сам Вайнберг был застрелен. Оказавшись внутри квартиры, Романо напал на злоумышленников, ударив Афифа Ахмеда Хамида по лицу ножом для чистки овощей, после чего был застрелен. Согласно отчёту, опубликованному в декабре 2015 года, Романо подвергался пыткам со стороны террористов, прежде чем был убит. Террористы отрезали ему гениталии на глазах у других заложников. Окровавленный труп Романо весь день лежал у ног его товарищей по команде в качестве предупреждения. Остальные девять израильских спортсменов были убиты позже той ночью во время неудачной попытки освобождения заложников.
После смерти сына мать Романо покончила жизнь самоубийством. Несколько лет спустя наложил на себя руки и его брат.

## Память
В фильме Стивена Спилберга «Мюнхен» (2005), роль Романо сыграл актёр и продюсер Сэм Фойер. В фильме Романо имел возможность выскочить в окно, когда Вайнберг вступил в борьбу с террористами, но засомневался, когда увидел лежащий на полу нож, и в конечном итоге решил вместо этого атаковать террористов. После просмотра фильма Илана Романо, вдова Йосефа, сказала: 
Это не проблема для нас; наоборот, мы рады, что людям напоминают о том, что произошло в Мюнхене, поэтому такое больше никогда не повторится.
В память об израильских спортсменах Илана Романо просила провести минуту молчания на летних Олимпийских играх 2012 года, на сороковую годовщину трагедии. Однако её просьба не была удовлетворена. Тем не менее, в 2014 году Международный олимпийский комитет согласился выделить 250 000 долларов на памятник погибшим израильским спортсменам.